# Kerstin Nitsche
Kerstin Nitsche (geboren 1963 in Potsdam) ist eine deutsche Juristin und Richterin.

## Ausbildung
Kerstin Nitsche studierte von 1984 bis 1988 Rechtswissenschaft an der Humboldt-Universität zu Berlin. Die Diplomjuristin war danach im Rechtsreferendariat in den Kreisgerichten Pasewalk und Potsdam-Land tätig.

## Beruflicher Werdegang
Im September 1991 wurde sie zur Richterin auf Probe beim Kreisgericht Potsdam ernannt.
Im Dezember 1994 wurde die Juristin zur Richterin am Amtsgericht Potsdam ernannt. Sie bearbeitete familien- und zivilrechtliche Streitigkeiten und ist seit 2000 im Bereich Strafrecht eingesetzt.
Ab Juli 2009 war Kerstin Nitsche Richterin am Verfassungsgericht des Landes Brandenburg. Sie wurde vom Landtag Brandenburgs auf Vorschlag der Fraktion Die Linke im Januar 2009 für eine zehnjährige Amtszeit gewählt. Am 24. Februar 2011 wurde sie zur Vizepräsidentin des Gerichts ernannt. Am 30. Juni 2019 endete ihre Amtszeit.
Die Juristin war 2016 als Nachfolgerin des wegen einer Dienstwagenaffäre zurückgetretenen Justizministers Helmuth Markov im Gespräch, sagte aber aus privaten Gründen ab.